# Higashi-Shimizu Frequency Converter

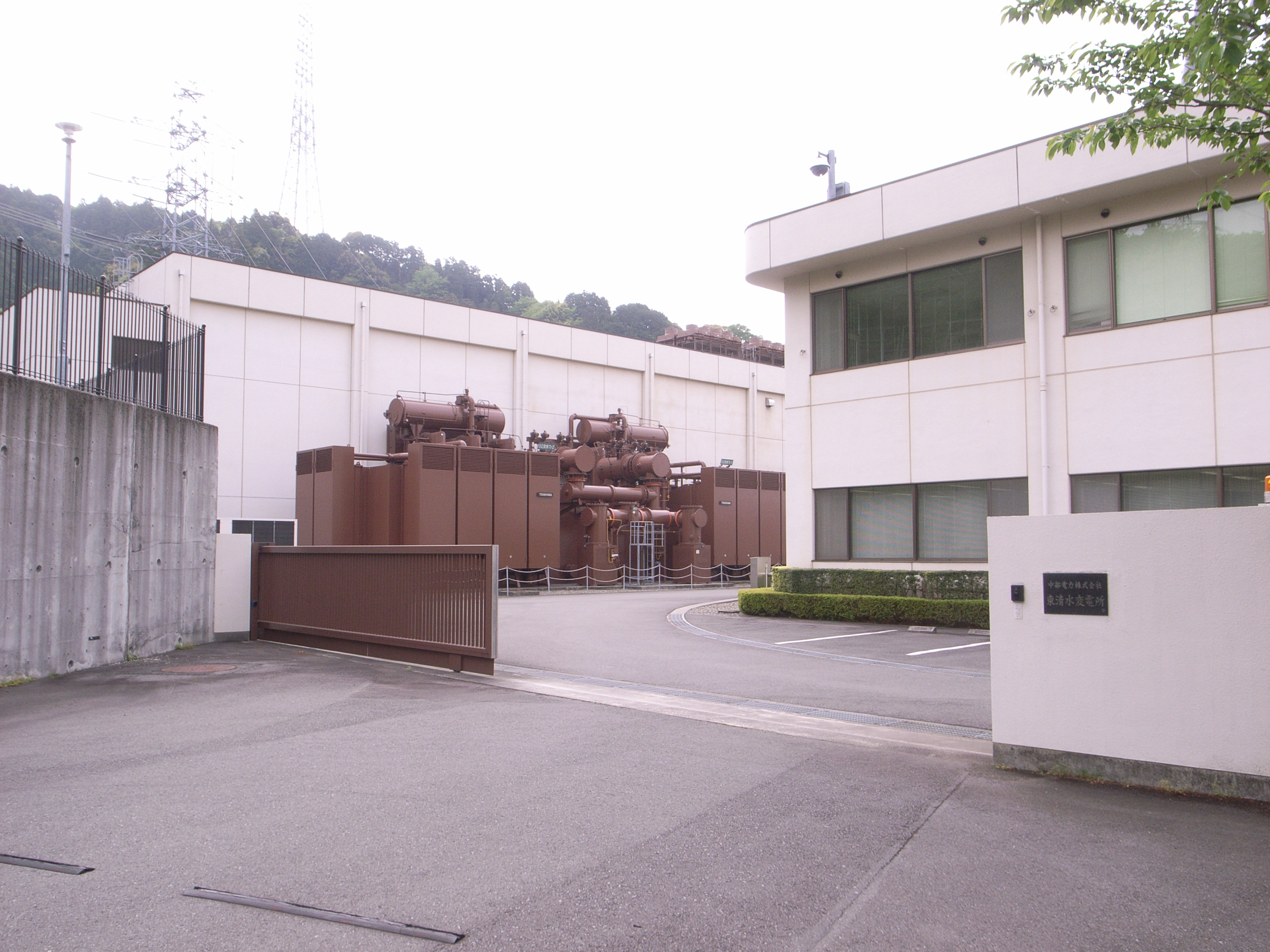
Haupteingang mit der Konverterhalle links im Hintergrund

Der Higashi-Shimizu Frequency Converter (engl.; abgekürzt Higashi-Shimizu FC, jap. 東清水FC, Higashi-Shimizu efu-shī, vollständig 東清水周波数変換装置, Higashi-Shimizu shūhasū henkan sōchi, wörtl. „Frequenzumwandlungsanlage Ost-Shimizu“) ist eine in der japanischen Präfektur Shizuoka gelegene Gleichstromkurzkupplung, welche dazu dient, die mit unterschiedlichen Netzfrequenzen betriebenen Stromnetze in Japan zwecks elektrischem Energieaustausch zu verbinden. Das japanische Stromnetz verwendet östlich des Fuji-Flusses eine Netzfrequenz von 50 Hz, während der westliche Teil mit einer Netzfrequenz von 60 Hz betrieben wird. Damit ist keine direkte elektrische Verbindung der Stromnetze möglich.
Die Anlage ist Teil des Umspannwerks Ost-Shimizu (東清水変電所, Higashi-Shimizu hendensho, engl. Higashi-Shimizu transformer substation). Neben dem Higashi-Shimizu FC bestehen in Japan noch der Shin-Shinano FC und der Sakuma FC mit ähnlicher Funktion.

## Technische Daten

Schematische Darstellung der Higashi-Shimizu FC

Die Anlage wurde am 24. März 2006 in Betrieb genommen, besteht aus zwei Stromrichterhallen und liegt im Bezirk Shimizu der Stadt Shizuoka. Sie wird von der Chūbu Denryoku betrieben und ist auf eine Übertragungsleistung von maximal 300 MW ausgelegt. Die Richtung des Energieflusses kann wahlweise und je nach Anforderung in östliche oder in westliche Richtung erfolgen.
Die Anbindung in das übergeordnete 60 Hz-Stromnetz erfolgt mit einer Dreiphasenwechselspannung mit 275 kV, auf der Seite mit 50 Hz mit einer Betriebsspannung von 154 kV. Der Zwischenkreis wird mit einer Gleichspannung von 125 kV betrieben, die Stromrichter bestehen aus mehreren Türmen mit wassergekühlten Thyristoren. Auf beiden Wechselspannungsseiten der Anlage befinden sich neben den Leistungstransformatoren und den gasisolierten Schaltanlagen noch je ein Oberschwingungsfilter und statischer Blindleistungskompensator.